# Amanita muscaria var. guessowii
Amanita muscaria var. guessowii Veselý [as 'güssowii'], Annales Mycologici 31(4): 254 (1933).
Amanita muscaria var. guessowii è una varietà dell'Amanita muscaria caratterizzata dal cappello di colore giallo-aranciato, più scuro al centro.

## Cappello
Da convesso a piano, cuticola da giallo dorato ad arancio, cosparsa di verruche bianco-ruggine.

## Lamelle
Molto fitte, bianche, libere e con lamellule.

## Gambo
Bianco, liscio sopra l'anello, fibroso sotto.

## Anello
Bianco, pendulo e liscio.

## Volva
Bianca, dissociata in verruche, quasi completamente sotto il terreno.

## Carne
Bianca e compatta
- Odore: rifiutabile
- Sapore: rifiutabile

## Habitat
Estate-autunno, non comune, sotto latifoglia e conifera.

## Commestibilità
Velenoso come la Amanita muscaria.

## Sinonimi e binomi obsoleti
- Amanita muscaria f. guessowii (Veselý) Neville & Poumarat, [as 'gussowii'] Bulletin de la Société Mycologique de France 117(4): 305 (2002)